# Saltangará
Saltangará (duń. Saltangerå) – miejscowość położona na Wyspach Owczych, na wyspie Eysturoy, mająca obecnie (I 2015 r.) 977 mieszkańców. Kod pocztowy: FO-600.

## Historia
Saltangará założono w roku 1846.

## Demografia
Według danych Urzędu Statystycznego (I 2015 r.) jest dziesiątą co do wielkości miejscowością Wysp Owczych.

Panorama miejscowości